# Skärsjön (Siljansnäs socken, Dalarna)
Skärsjön är en sjö i Leksands kommun och Mora kommun i Dalarna och ingår i Dalälvens huvudavrinningsområde. Sjön har en area på 0,105 kvadratkilometer och ligger 298,7 meter över havet.